# James Fownes Somerville

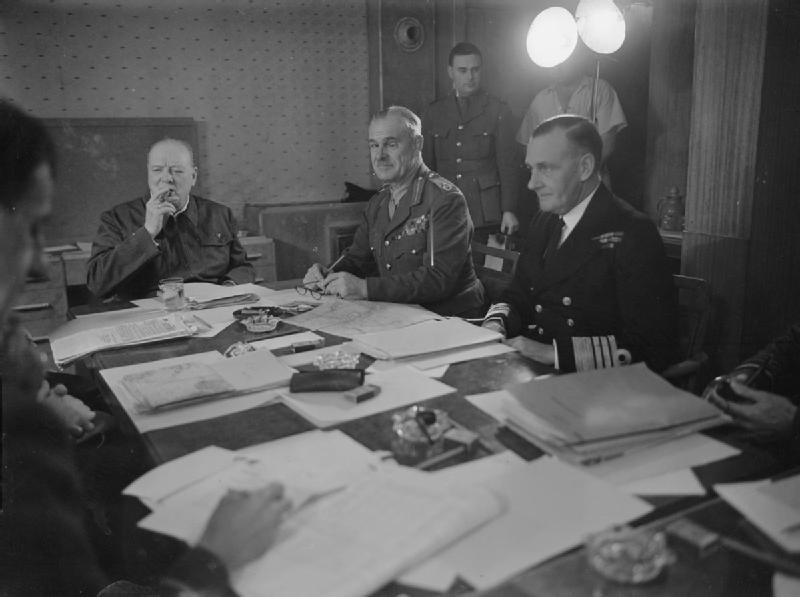
James Somerville (rechts) mit Winston Churchill und Archibald Wavell, 1943

Sir James Fownes Somerville GCB GBE DSO (* 17. Juli 1882 in Weybridge, Surrey; † 19. März 1949 in Dinder, Somerset) war ein berühmter britischer Flottenadmiral während des Zweiten Weltkriegs.

## Leben
Somerville entstammte der englischen Gentry und war der zweite Sohn des Arthur Fownes Somerville, Gutsherr von Dinder House in Somerset.
Er begann seine Offizierslaufbahn bei der Royal Navy 1897 als Kadett auf dem Britannia Royal Naval College in Dartmouth. Sein Jahrgangskamerad war Andrew Browne Cunningham. 1898 wurde er als Midshipman der Magnificent zugeteilt. Auf den verschiedensten Schiffen tat er anschließend Dienst im Mittelmeer, dem Pazifik und dem Chinesischen Meer. 1901 wurde er zum Sub-Lieutenant und 1904 zum Lieutenant befördert. 1904 wurde er zur Waffenschule HMS Vernon versetzt, wo er 1907 eine Ausbildung zum Torpedospezialisten abschloss. Zu dieser Zeit interessierte er sich auch für die neue Technik der drahtlosen Telegrafie, woraufhin er auf unterschiedlichen Schiffen als Funkoffizier diente.
1913 heiratete Somerville Mary Kerr Main, mit der er einen Sohn und eine Tochter hatte.
Während des Ersten Weltkriegs war er zunächst im Mittelmeer stationiert und nahm an der Seeunterstützung der Schlacht von Gallipoli teil. 1915 wurde er zum Commander befördert sowie 1916 als Companion des Distinguished Service Order ausgezeichnet und mentioned in despatches.
1921 wurde er zum Captain befördert. Er befehligte zwischen 1923 und 1929 die Schlachtschiffe Benbow, Barham und Warspite. Von 1925 bis 1927 war Somerville Direktor der Nachrichtenabteilung der Admiralität. 1931 führte er zusammen mit Captain John Tovey die Untersuchungen der Invergordon-Meuterei durch.
Nach einem Kommando über den Kreuzer Norfolk erhielt Somerville 1935 die Beförderung zum Rear-Admiral der Mittelmeerflotte. Während des Spanischen Bürgerkriegs diente er als britischer Verbindungsoffizier vor der spanischen Küste. 1937 wurde er zum Vice-Admiral befördert. Anschließend führte ihn sein Weg als Oberbefehlshaber der East Indies Station nach Asien. Kurz danach wurde ihm allerdings nahegelegt, krankheitsbedingt den Dienst zu quittieren, da fälschlicherweise angenommen wurde, er habe Tuberkulose.
Während des Zweiten Weltkriegs arbeitete Somerville zunächst als Radiokommentator, bevor die Admiralität ihn bat, den Fortschritt beim Einbau von Radaranlagen in britische Schiffe zu überwachen. Als freiwilliger Helfer unterstützte er Admiral Bertram Ramsay bei der Evakuierung der Truppen aus Dünkirchen im Mai und Juni 1940. Ende desselben Jahres übertrug ihm die Admiralität das Kommando über die Force H in Gibraltar, deren erster Auftrag die Zerstörung der vichy-französischen Flotte bei Mers-el-Kébir in Algerien (Operation Catapult) war. Außerdem diente das Geschwader als Begleitschutz für Konvois im Atlantik und nach Malta. Der wohl spektakulärste Einsatz war die Verfolgung und Versenkung der Bismarck im Mai 1941.
1942 bis 1944 diente Somerville als Oberkommandierender der Eastern Fleet und wurde zum Admiral befördert. Nachdem er zunächst auf Ceylon (Sri Lanka) sein Hauptquartier hatte, zog er seine Einheiten nach dem japanischen Vorstoß im April 1942 nach Ostafrika zurück. Erst 1944 konnte er mit seinen Verbänden wieder in die Offensive gehen, nachdem seine Flotte deutlich verstärkt worden war. Von 1944 bis 1945 führte er die britische Delegation bei den Combined Chiefs of Staff in Washington an. Am 8. Mai 1945 wurde er zum Admiral of the Fleet befördert.
Nach Kriegsende zog sich Somerville auf seinen Familiensitz Dinder House in Somerset zurück, wo kurz darauf seine Frau verstarb. Er selbst starb am 19. März 1949.